# フランコニアノッチ州立公園

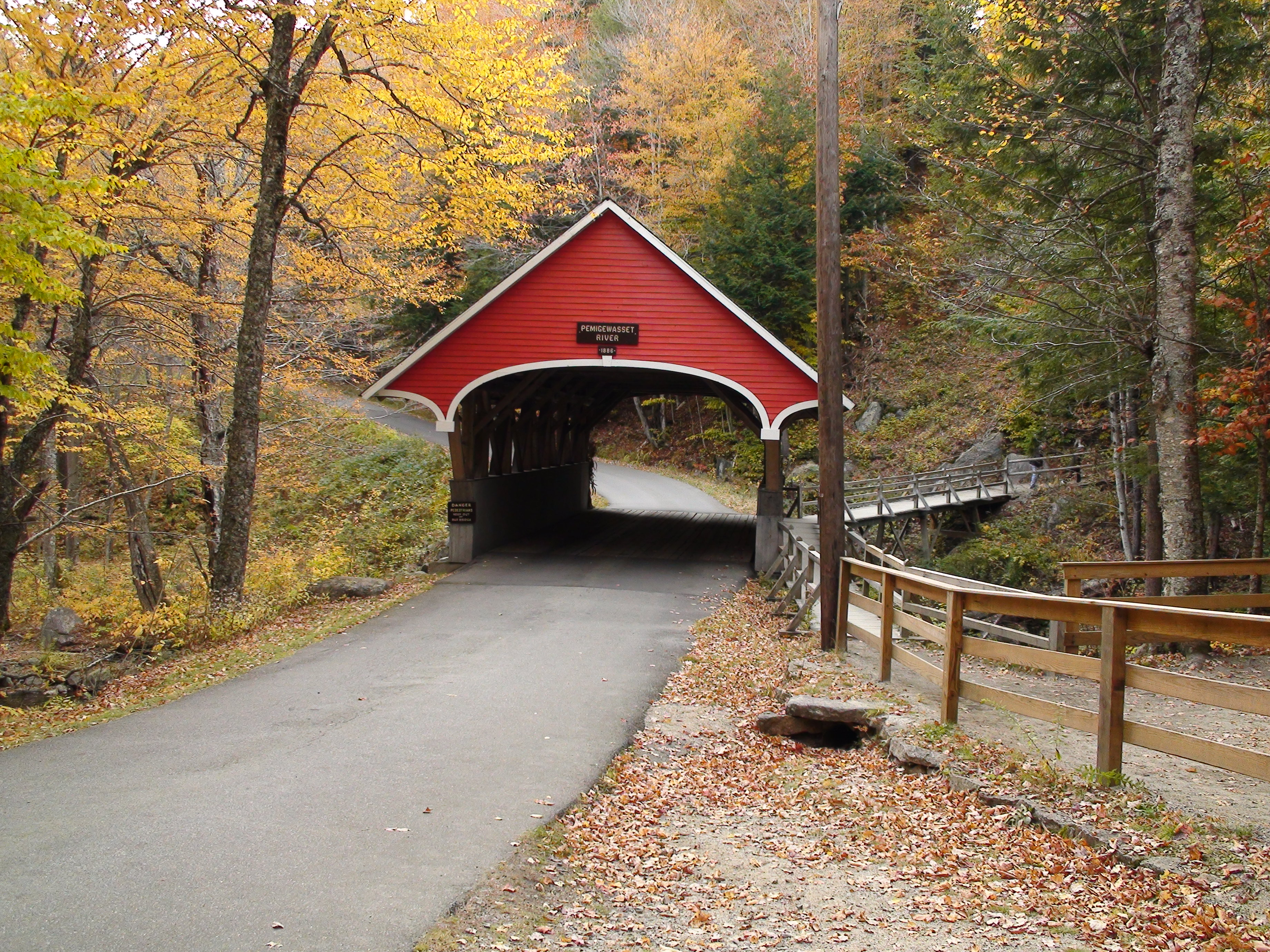
Flume近くの屋根付き橋

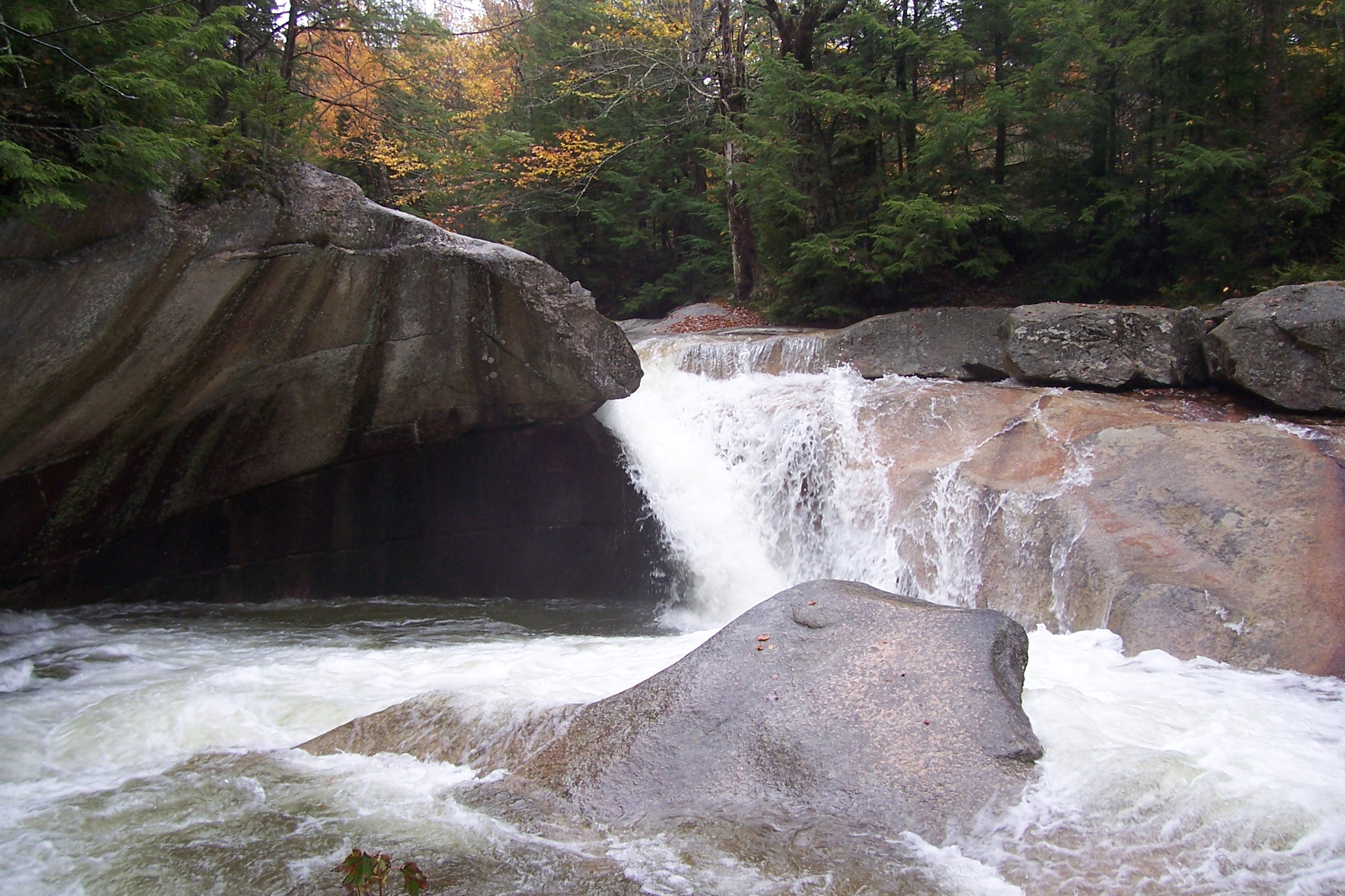
The Basin (鉢)

フランコニアノッチ州立公園は、アメリカ ニューハンプシャー州のホワイト山地のキンスマン連山とフランコニア連山の間の谷であるフランコニアノッチを通る I-93 の13km区間にわたり広がる、公営のレクリエーション場および自然保護区である。キャノン山、エコー湖、プロファイル湖を擁する北部は、フランコニア (タウン) に属しており、ロンサム湖とフルーム渓谷を擁する南部はリンカーン (タウン) に属している。この公園内の観光地には、フルーム渓谷とビジターセンター、オールド・マン・オブ・ザ・マウンテン記念公園、エコー湖とプロファイル湖での釣り、ハイキングコース、サイクリングコース、スキーコース、などがある。
この公園は、1930年代に始まったキャノン山の州営スキー場が起点となっている。キャノン山は頂上の岩の形がキャノン砲に似ている事からそう名付けられた、しかし、2003年5月に崩落した「山の老人」（オールド・マン・オブ・ザ・マウンテン）の岩形の方がはるかに有名である。キャノン山はまたニューイングランド地方で登山の難しい丘の一つとして有名である。キャノン山にはロープウェイがあり、夏は観光客を、冬はスキー客を山頂に運んでいる。ロープウェイの麓駅にはニューイングランドスキー博物館があり、ニューイングランド及びアメリカのアルペンスキーの歴史を展示している。
谷の西側、キャノン山の中腹にはロンサム湖があり、ラファイエットプレースキャンプ場からハイキングコースで行くことができる。ロンサム湖山荘は、ホワイト山地ではよく整備された山荘の一つであり、アパラチアンマウンテンクラブにより運営されている。この山荘は湖の南西部の湖水流出部近くにある。この山荘では食事と宿泊ができる（事前予約推奨）。
谷を挟んでキャノン山の反対側、谷の東側には、イーグルクリフがある。この名前はこのあたりに鷲がいるところから名付けられた。グリーンリーフトレイルというハイキングコースがイーグルクリフの南側にあり、 グリーンリーフ山荘（もう一つのアパラチアンマウンテンクラブ運営の山荘）までつながっている。グリーンリーフ山荘の東、州立公園の外に、ラファイエット山の頂上 (標高1600m) と フランコニア・リッジ・トレイル (アパラチアン・トレイルの一部分) がある。アパラチアン・トレイルは北に ワシントン山、そして最終的にメイン州のカタディン山まで続いている。
ペミジェワセット川の滝の下には、"The Basin" (鉢) として知られている6mの花崗岩の甌穴がある。この甌穴は、 北米氷床の後退によりひきずられてきた石により削られ、その後1万5千年の間、速く渦巻く小石と砂により滑らかにされてきた。この甌穴の下流には "老人の足" と呼ばれる特徴のある形の岩がある。これもペミジェワセット川の浸食エネルギーによる自然現象である。